# Stickling

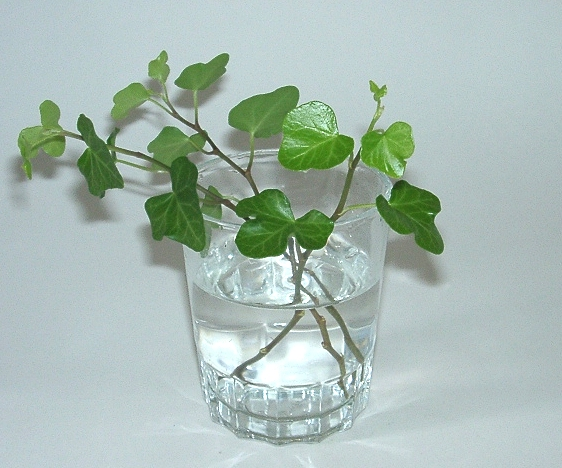
Tre sticklingar tagna av murgröna.

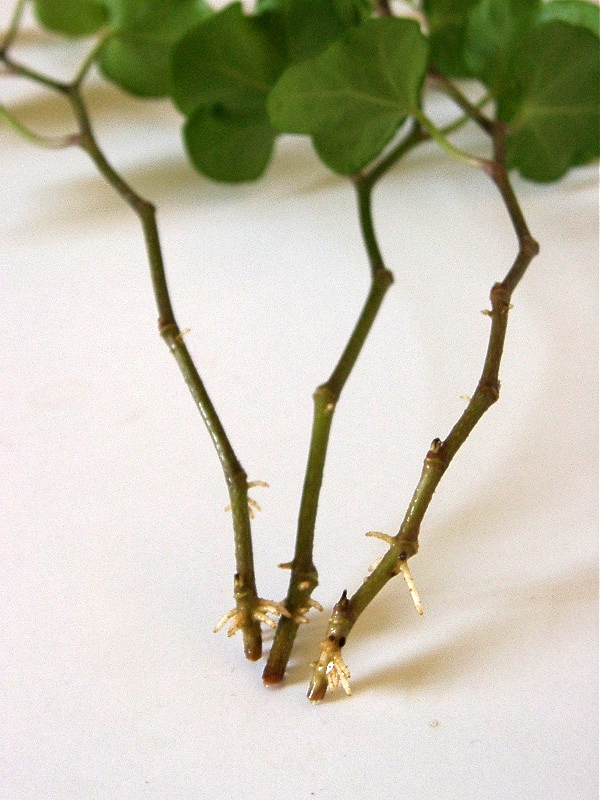
Tre veckor senare syns cirka fem mm långa rötter. Dags att plantera.

Stickling, även sättkvist, är en avskuren/-klippt stam-, gren- eller rotdel av en växt, avsedd att stickas ned i jord, eller sättas i vatten, för att slå rot och bilda en ny planta. För att öka möjligheten att lyckas med sticklingar i vatten så bör den delen som befinner sig i vattnet ej utsättas för ljus. Sticklingar kan också användas som material då man ympar en annan växt.
- Sommarsticklingar - tas i mitten av sommaren, vanligen från halvt förvedade skott.
- Vintersticklingar - tas under vintern eller tidig vår.

Att låta sticklingar slå rot är en form av vegetativ förökning, vilket innebär att sticklingen är en klon av moderplantan. Vegetativ förökning sker även då en växt skjuter rotskott, som exempelvis kvickrot eller asp, eller när en marknära gren slår rot.
Ordet "stickling" är belagt i svenska språket sedan 1830.

## Sticklingstyper
- Skott, eller skottstickling, är den vanligaste typen av stickling. Ett skott är en bit av växtens stam med några blad.[2]
- Bladstickling, till exempel hos saintpaulia, är blad som man utvecklar till en ny planta.[2] Bladsticklingar tas även av begonior och gloxiniaväxter.[5]
- Rotstickling är en bit av växtens rot som används till förökning. Rotsticklingar kan användas både av vedartade växter och örtartade växter.[2]
- Knoppstickling, till exempel hos vinrankor, är när man använder en knopp med en liten del av stammen. Knoppsticklingar tas mest på örtartade växter.[2] Man skär en knopp så att rötter kan bildas i sårytan.[5]

## Sticklingar i vatten
Sticklingar som bildat rötter i vatten kan enligt The American Ivy Society ha problem med att suga upp vatten i jord, på grund av att de nybildade rötterna saknar hår för att suga upp vatten i jord. Sticklingen bör därför vänjas vid jord genom att placeras i en blandning av jord och vatten.

## Galleri

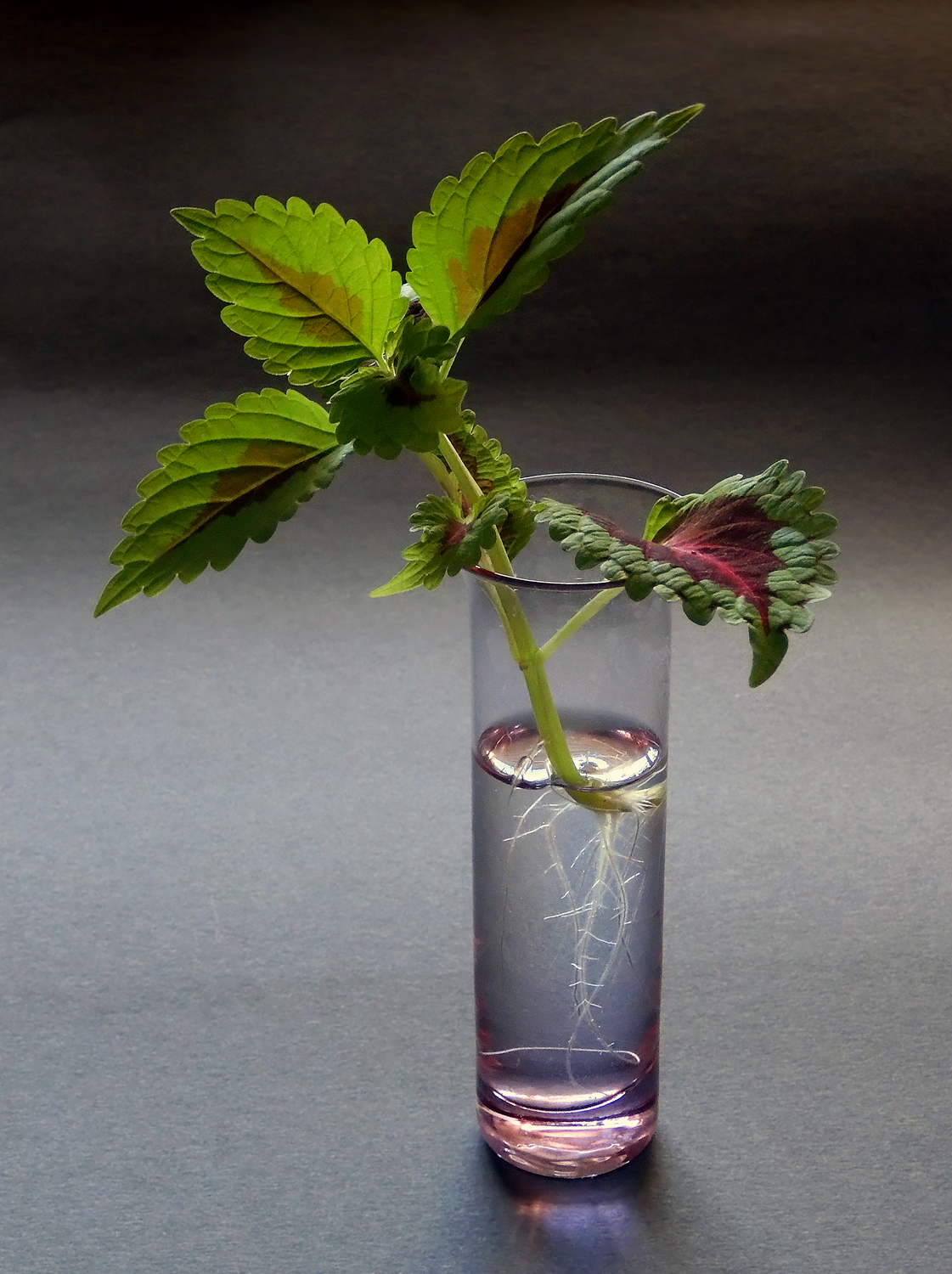
Stickling från Palettblad, efter 14 dagar är rötterna ca 6 cm långa.